# Stavstjärnarna (östra)
Stavstjärnarna är en sjö i Ånge kommun i Medelpad och ingår i Ljungans huvudavrinningsområde. Sjöns area är 0,01 kvadratkilometer och den befinner sig 430 meter över havet.